# Torquil Campbell
Torquil Campbell (nascido em 17 de março de 1972) é o vocalista e compositor da banda canadense de indie rock, Stars. Ele ainda gravou e se apresentou com o Broken Social Scene. Além de cantar, ele toca uma escaleta e trompete. Ele ainda é membro da banda Memphis, e lançou o álbm Cold Hands, Warm Heart em Janeiro de 2011 sob o apelido de Dead Child Star.
Filho dos atores Douglas Campbell e Moira Wylie, Torquil Campbell nasceu em Sheffield, Inglaterra e veio para o Canadá quando criança com sua família.
Ele se graduou no Jarvis Collegiate Institute em Toronto.
Sendo filho de dois atores Shakespearianos, ele ainda trabalhou como ator em toda sua vida, aparecendo em palcos pela América do Norte, fazendo diversos papéis como Gary, o adolescente prostituto da original produção nova-iorquina Shopping and Fucking estrelando Philip Seymour Hoffman, e o título do papel em Shakespeare, Henrique V. Ele dirigiu peças de teatro, incluindo a produção de  Romeu e Julieta para o Hamptons Shakespeare Festival.
Campbell ainda fez inúmeros papéis na televisão canadense, séries e filmes, como Bill Badger no seriado Rupert, Pray for Me, Paul Henderson, e convidado especial em Sex and the City e Law & Order. Ele ainda fez parte do filme  The Bay of Love and Sorrows e The Golden Seal.
Ele é casado com a atriz Moya O'Connell com que teve seu primeiro filho em 2009.
Torquil é envolvido em um projeto solo, chamado Dead Child Star, com músicas disponíveis via Myspace. Isso foi criado em Março de 2008. O primeiro álbum de Dead Child Star veio no começo de 2011, chamado de "Cold Hands, Warm Heart".
O pai de Torquil gravou a intro da música Your Ex-Lover is Dead no álbum da banda Stars, Set Yourself on Fire. As palavras exatas da intro são: "When there is nothing left to burn, you have to set yourself on fire" (quando não há mais nada a queimar, você terá que se colocar no fogo).